# 위엄대대
위엄대대(스페인어: Batallón Dignidad 바탈론 디그니다드[*], 영어: Dignity Battalion)는 1980년대 파나마의 마누엘 노리에가 정권에서 운용한 준군사조직이다. 1988년 4월 초에 편성되어 1990년 2월 10일 파나마 방위군과 함께 해산되었다.
파나마 방위군에서 임명한 "위엄대대참모"를 통해 통제했다. 위엄대대참모는 관료들 중에서 임명되었다. 11개 위엄대대가 있었고 서류상 농촌지역에 배치된 7개 위엄대대가 더 있었다. 각 위엄대대는 25명에서 250명에 이르는 남녀 지원병들로 구성되었다. 각 위엄대대들은 "크리스토퍼 콜럼버스 대대", "성 미카엘 대천사 대대", "라틴 해방대대" 등 애국주의적 이름이 붙었다. 5개 위엄대대가 파나마 시에 배치되었으며, 리오하토, 콜론, 포트키메론에도 위엄대대가 배치되었다.